# Irena Vaňková
Irena Vaňková (ur. 1962) – czeska językoznawczyni. Jest docentem (PhDr. CSc.). Pracuje w Zakładzie Języka Czeskiego i Teorii Komunikacji (Ústav českého jazyka a teorie komunikace) Wydziału Filozoficznego (Filozofická fakulta) Uniwersytetu Karola w Pradze. Studia w zakresie filologii czeskiej ukończyła w 1986. Doktoryzowała się w 1987. W 1994 otrzymała stopień CSc. (candidatus scientiarum). Studiowała również filozofię. W 2007 została docentem. Zajmuje się lingwistyką kognitywną i kulturową, filozofią języka, semiotyką (mowy, jak również milczenia), lingwistyką tekstu i interpretacją tekstu poetyckiego. Wydała monografie Mlčení a řeč v komunikaci, jazyce a kultuře (1996), Co na srdci, to na jazyku. Kapitoly z kognitivní lingvistiky (2005, jako współautorka), Nádoba plná řeči: Člověk, řeč a přirozený svět (2007). Zredagowała tom Obraz světa v jazyce (2001). Jest autorką wielu artykułów, między innymi tekstu Mateřský jazyk jako domov v řeči. K opozici vlastní – cizí v obrazu mateřského jazyka v češtině.